# Serge Kakudji
Serge Kakudji, né en 1989 à Kolwezi en république démocratique du Congo, est un chanteur lyrique, contre-ténor.

## Biographie
Attiré très jeune par l’opéra, Serge Kakudji intègre à 7 ans un chœur d’enfants à Lubumbashi.
En 2006, il représente la République démocratique du Congo à la première édition du Festival International « La Voix » à Harare, au Zimbabwe, organisé par l'Alliance Française et l'AFAA. Il participe en particulier aux masterclasses de Jacques-Greg Belobo et Lokua Kanza. Sa voix séduit Benat Achiary et Nathalie Manfrino venus se produire lors de ce festival.
En mai 2006, il participe à la distribution de Dinozord, spectacle du chorégraphe congolais Faustin Linyekula. (Il sera l’un des interprètes des pièces « Dinozord » I, II et III, données à Bruxelles, Avignon et Lisbonne.)
En 2007 et 2008, il complète sa formation en Belgique.
En 2008 et 2009, la tournée internationale du spectacle Pitié (musique de Fabrizio Cassol, chorégraphie d’Alain Platel) le fait connaître à un large public.
En 2010-2013, il approfondit ses études au Conservatoire à Rayonnement Régional de la Ville de Saint-Maur-des-Fossés, près de Paris, avec Yves Sotin.
En 2014-2015, il fait une tournée internationale du spectacle Coup Fatal (musique classique avec instruments et artistes congolais, mise en scène de Alain Platel).
En 2018 il est le soliste du spectacle de Claire Diterzi, L'Arbre en poche.

### Opéras et Concerts
Dans la saison 2011-2012, Kakudji fait ses débuts comme Tolomeo dans Giulio Cesare in Egitto de Handel sous la direction de Jean-Claude Malgoire dans une production de Christian Schiaretti production au Château de Versailles, et interprète L'Ange de la lumière dans “La Folie d’Héracles” d'Euripedes avec musique par Fabrizio Cassol dans une production de Christophe Perton à la Comédie-Française de Paris et à la Comédie de Valence; il chante aussi la première mondiale du Credo de Henri Seroka (écrit pour lui) au Classic Open Air Festival à Berlin, il chante le rôle de Lidio dans un concert de L’Egisto de Cavalli à St. Maur-les-Fossés sous la baguette de Robin Troman, et il est soliste dans la Petite Messe Solennelle de Rossini dans une version scénique par Jean-Philippe Delavault à Tourcoing sous Malgoire. Il fait ses débuts au Teatro Real de Madrid comme Amore dans L’Incoronazione di Poppea de Monteverdi; il reprend ce rôle dans ses débuts à l'Opéra de Montpellier en May 2013.  Il chante des récitals à Oostende (Klassiek aan Zee) et Paris (Africa Acts) en 2015, et l'air du Cygne dans Carmina Burana de Carl Orff avec l'Orchestra del Teatro Massimo di Palermo en Sicile.

## Prix
- Prix du concours de l’Alliance Franco-congolaise (2001)
- Prix du Festival Nzénzé Ngoma ya Kwetu (2007)
- Prix Jacques Dôme (2008)
- Deuxième Prix, Concorso di Canto Lirico, Ravello (2016)